# 温奥克市镇

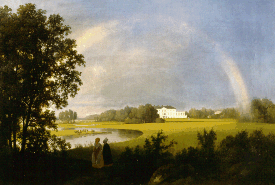
Säfstaholm城堡及其四周的景色，绘于19世纪

温奥克市镇（瑞典語：Vingåkers kommun）是瑞典东南部南曼兰省的一个市镇。其治所位于温奥克。